# Shoin

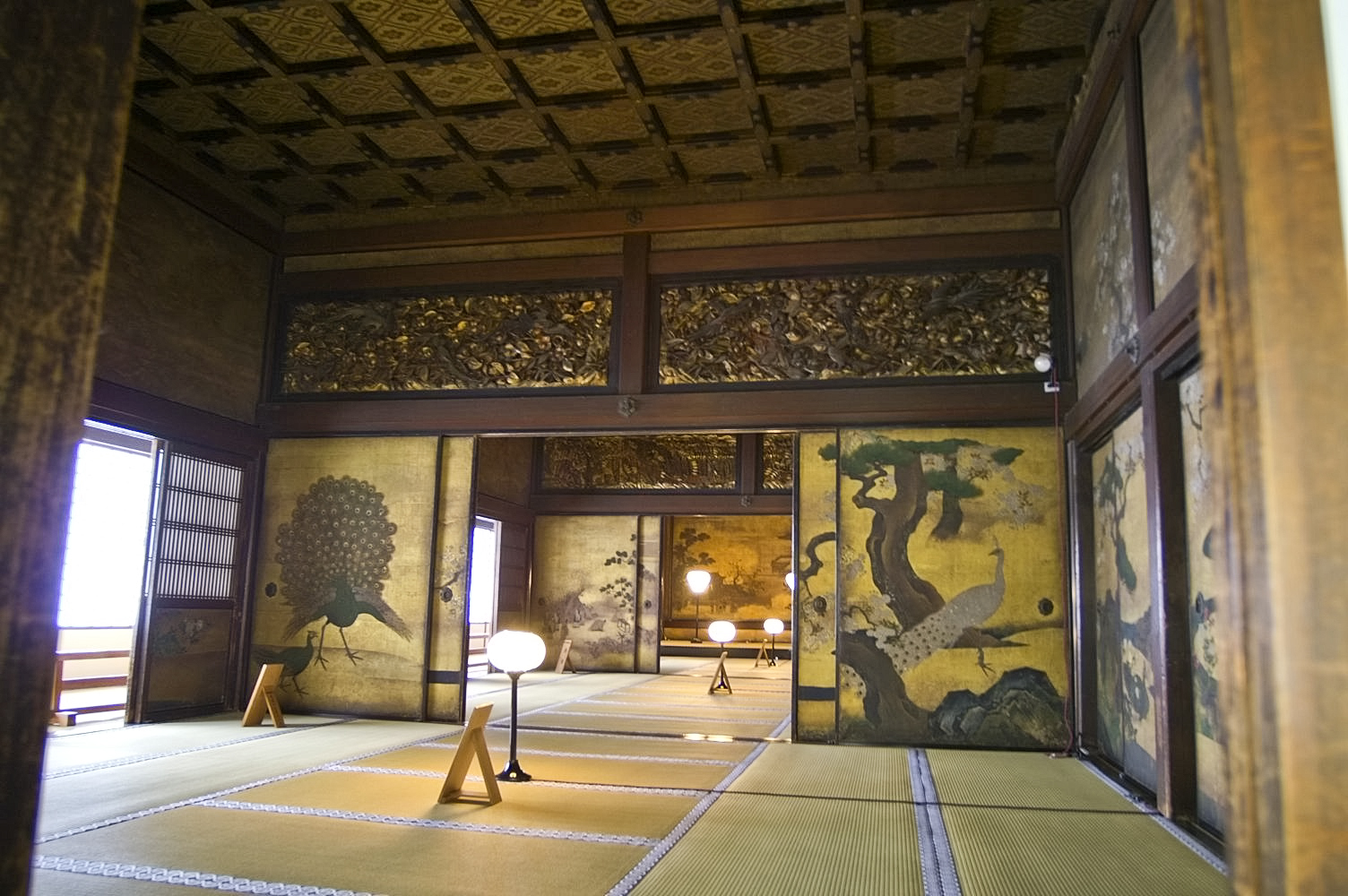
El shoin en Hongan-ji

Shoin (書院, salón o estudio ) es un tipo de sala de audiencias propia de la arquitectura japonesa que se desarrolló durante el período Muromachi.  El término originalmente significaba estudio o lugar para conferencias acerca de los sūtras dentro de un templo budista, pero más tarde pasó a designar también al salón o estudio de una vivienda.  De esta habitación toma su nombre el estilo shoin-zukuri. En una construcción shoin-zukuri, el shoin es el zashiki, o sea, la sala de estera tatami de uso exclusivo para recibir invitados

## Desarrollo
La arquitectura que surgió en el período Muromachi fue posteriormente influenciada por el uso y la aparición cada vez más frecuente de los shoin. Uno de los cambios arquitectónicos más notables que surgieron en este período, provino de la práctica de revestir los pisos con tatamis. Y debido a que los tatamis tienen un tamaño estándar, los planos de una sala shoin se desarrolla en torno a las proporciones del tatami. Esta escala se proyectó también en el tamaño de las puertas, la altura de las habitaciones y otros aspectos de la estructura. Antes de que el shoin popularizara la práctica de revestir los pisos con tatami, lo común era colocar solo una única estera de tatami, para que se sentara en ella la persona de más alto rango presente en la habitación.

### Sentarse en el suelo
La arquitectura influenciada por el shoin desarrolló rápidamente muchas otras características distintivas. Así, dado que los invitados se sentaban en el suelo en lugar de sillas o muebles, quedaban ubicados en un punto de vista más bajo que sus homólogos de China, donde se acostumbraba a usar muebles. Este punto de vista más bajo generó desarrollos tales como los techos suspendidos, los cuales permitían que las habitaciones se sintieran más acogedoras, y de paso, ocultaban las vigas de los techos al contrario de lo que sucedía en China. Los nuevos techos suspendidos también permitieron una decoración más elaborada, lo que resultó a veces en techos suspendidos muy ornamentados, además de los extremadamente simples. Otro desarrollo característico que surgió frente a los ojos del observador fueron el tokonoma y el chigaidana. El tokonoma era un hueco o nicho alto en la pared, destinado como espacio de exhibición de objetos de arte chino, el cual era muy popular en ese momento, y que ahora quedaba a un agradable nivel para la vista. Las chigaidana, o «estantes escalonados», eran estructuras de estanterías integradas en el tokonoma para exhibir objetos más pequeños. Junto con el desarrollo de la arquitectura shoin, las fusuma o «puertas corredizas», se convirtieron en un medio muy práctico de dividir las habitaciones. Como resultado, comenzaron a crearse columnas de forma cuadrada para acomodar estas puertas deslizables.
La asimetría del conjunto tokonoma y chigaidana, así como los pilares cuadrados, diferenciaron el diseño shoin del diseño chino de la época, el cual prefería pares simétricos de muebles, y sobre todo, pilares redondos. Poco después de su advenimiento, la arquitectura shoin se convirtió en el formato predominante de todas las salas japonesas destinadas a reuniones formales.